# أرماندو مانويل
أرماندو مانويل (بالبرتغالية: Armando Manuel‏) هو اقتصادي وسياسي أنغولي، ولد في 24 مارس 1972. حزبياً، نشط في الحركة الشعبية لتحرير أنغولا. وقد انتخب Minister of Finance (Angola) ‏.